# رولف لفلاند
رولف لفلاند (بالنرويجية البوكمول: Rolf Løvland)‏ هو كاتب أغاني وملحن نرويجي، ولد في 19 أبريل 1955 في كريستيانساند في النرويج.

## وصلات خارجية
- رولف لفلاند على موقع IMDb (الإنجليزية)
- رولف لفلاند على موقع ميوزك برينز (الإنجليزية)
- رولف لفلاند على موقع ديسكوغز (الإنجليزية)